# Jodis concolor
Jodis concolor là một loài bướm đêm trong họ Geometridae.